# Paljasrivier
De Paljasrivier (Zweeds: Paljasjoki) is een rivier die stroomt in de Zweedse gemeente Kiruna. De Paljasrivier is vreemd genoeg niet de afwateringsrivier van het Paljasjärvi, dat is namelijk de Sautusrivier. De Paljasrivier ontstaat waar twee beken samenstromen. De ene is afkomstig van de helling van de Sautustunturi, de andere van de helling van 576 meter hoge Paljastunturi.  De Paljasrivier stroomt naar het zuidwesten weg en levert haar water na ruim 10 kilometer af in de Kuormakkarivier.
Afwatering: Paljasrivier → Kuormakkarivier → Myllyrivier → Lainiorivier → Torne → Botnische Golf